# Estopa
Estopa est un groupe de rock alternatif espagnol, originaire de Cornellà de Llobregat, Barcelone, en Catalogne. Intégré par les frères David (chant) et José Manuel Muñoz Calvo (guitare), le groupe mêle les influences de la rumba catalane et du rock. Ce style est appelé plus communément aflamencado, mais dont le terme exact est flamenco fusion ou rumba flamenca, il est notamment marqué par les voix flamencas des refrains faisant penser au flamenco. Créé en 1999,
Dès leur premier disque éponyme, ils obtinrent la reconnaissance du public en Espagne mais aussi au Mexique, au Chili et en Argentine. Leurs trois autres albums ont appliqué la formule qui avait fait leur succès, rumba canallas et urbaines. En 2014, ils comptent plus de 4 millions d'exemplaires vendus à l'échelle nationale et internationale.

## Biographie

### Débuts

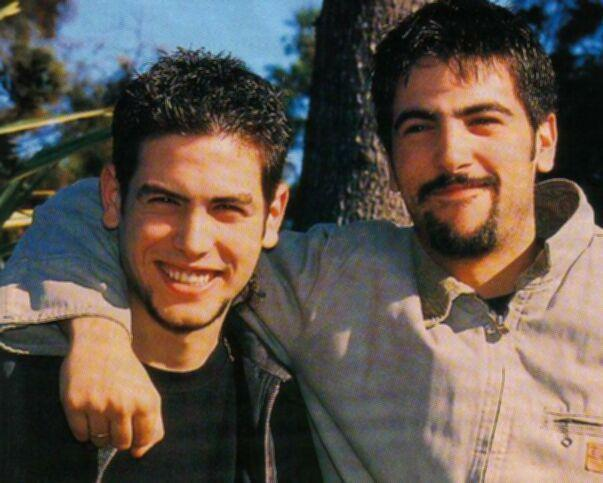
José et David à leurs débuts.

Les frères Muñoz qui forment le groupe Estopa sont originaires du quartier de San Ildefonso, à Cornellá de Llobregat, commune de la province de Barcelone. Toutefois, comme une partie des habitants de ce quartier, les parents viennent d'Extremadure, plus précisément du village de Zarza Capilla. Ils passent leur enfance à écouter des groupes de rumba très populaires dans les années 1980, particulièrement Los Chichos, Los Chunguitos ou Bordón 4.
Après avoir abandonné leurs études, les frères Muñoz travaillent à la production de pièces pour automobiles dans une des filiales de SEAT, Novel Lahnwerk. C'est là que mûrirent les premières chansons du groupe écrites sur des feuilles de production durant les pauses. À cette époque, ils commencent à jouer sur la place de leur quartier à Cornellá de Llobregat. En 1998, ils se présentent et gagnent le concours de chant du quartier de Horta-Guinardó avec la chanson Luna lunera. Avec un ami, ils réalisent une maquette comprenant quarante chansons qui se diffuse alors de main en main. Tout s'accélère lorsqu'un ami de la famille permit aux frères Muñoz d'obtenir un essai pour BMG. Invités à Madrid l'essai fut concluant…

### Estopa(1999-2000)
Leur premier album, éponyme, sorti le 19 octobre 1999. Me falta el aliento, le premier single, permet au groupe de faire une entrée remarquée dans la programmation des radios. Puis La Raja de tu falda les propulse définitivement au sommet. Commença alors le « phénomène Estopa ». Leur première tournée Gira Ducados 2000 les conduisit dans toute l'Espagne et une grande partie de l'Amérique latine. Ils réussissent cette année-là à vendre 1 800 000 d'albums, record inégalé par un groupe débutant en Espagne.

### Destrangis(2001-2003)
Enregistré au studio El Cortijo de Malaga, leur deuxième album Destrangis, sorti le 11 octobre 2001, se vend à 250 000 exemplaires en deux semaines. Au cours de leur tournée, ils remplissent le Palau Sant Jordi de Barcelone ou encore les arènes de Las Ventas à Madrid. Estopa multiplie les rencontres musicales avec des groupes ou chanteurs confirmés : comme le tribute a Peret, « Le roi de la rumba catalane », ou sur le disque Perverciones flamencas avec leurs idoles Los Chichos.	Ils participent également au disque hommage à Camarón de la Isla avec Como el agua, et en 2003 à l'album de Juan Maya, qui les accompagne depuis la première tournée à la guitare espagnole, avec Mambo, composé par David Muñoz.
Entre 2000 et 2002 ils firent plus de 200 concerts. En octobre 2002 une réédition de Destrangis, nommée Más Destrangis, sort dans les bacs au moment où ils décidèrent de prendre une année sabbatique.

### ¿La Calle es tuya?(2004)
Le troisième album ¿La Calle es tuya? sort le 3 mars 2004, près de deux ans et demi après Destrangis. 300 000 exemplaires sont vendus la première semaine. Avec la tournée, Muñoz vs. Muñoz, ils parcourent toutes les provinces espagnoles, avec près de 60 concerts. Ils finissent la tournée par l'Amérique latine en passant par l'Argentine, le Mexique, le Chili et le Pérou.

### Nouveaux albums (2005-2014)
Le 21 novembre 2005, date de la sortie de Voces de Ultrarumba leur quatrième album, 200 000 exemplaires sont écoulés dans la journée. Le « phénomène Estopa » se poursuit.
Le 17 janvier 2012, le groupe annonce la sortie de son single Me quedaré accompagnée d'une tournée. Près d'un an après leur tournée européenne et sud-américaine, le 11 mars 2013, ils s'émergent dans la réalisation de la bande son du film Somos gente honrada, réalisé par Alejandro Marzoa, intitulée Gente honrada, qui est publiée le 16 avril sur iTunes.
En juillet 2014, avec un total de sept albums, ils comptent environ 4 180 000 d'exemplaires vendus.

### Rumba a lo desconocido(depuis 2015)
José et David, lancent Rumba a lo desconocido le 2 octobre 2015, qui comprend 12 nouveaux morceaux. La présentation de l'album s'effectue le même mois.

## Discographie

### Albums studio
- 1999 : Estopa
- 2001 : Destrangis (réédité en 2002 sous le titre Más destrangis)
- 2004 : ¿La Calle es tuya?
- 2005 : Voces de Ultrarumba
- 2008 : Allenrok
- 2009 : Anniversarivm
- 2011 : Estopa-2.0
- 2014 : Esto es Estopa
- 2015 : Rumba a lo desconocido
- 2016 : Esencial Estopa
- 2019: Fuego
- 2024: Estopía